# Funt południowoafrykański
Funt południowoafrykański − waluta Związku Południowej Afryki, a później Republiki Południowej Afryki w latach 1825−1961. Jego wartość była równa wartości funta szterlinga i, podobnie jak on, dzielił się na 20 szylingów, które z kolei dzieliły się na 12 pensów. Początkowo w obiegu znajdowały się banknoty i monety brytyjskie oraz banknoty emitowane przez prywatne banki i instytucje, a w 1921 roku powołany został Południowoafrykański Bank Rezerw (ang. South African Reserve Bank), który otrzymał wyłączne prawo emisji banknotów, a w 1923 roku także monet. Funt południowoafrykański został zastąpiony przez randa południowoafrykańskiego w roku 1961 według przelicznika 2 randy = 1 funt.